# Felis
A Felis a ragadozók rendjébe, azon belül a macskafélék családjába tartozó nem. Az ide sorolt fajokat összefoglalóan vadmacskáknak is nevezik, habár tipikus képviselőjük, a vadmacska önálló faja a nemnek, és gyakran a nemen kívüli fajokat is e névvel illetik.
Genetikai vizsgálatok szerint a Felis, Prionailurus és Otocolobus nemek kb. 6,2 millió évvel ezelőtt váltak le a macskafélék eurázsiai ősétől; a Felis fajok körülbelül 3,40-0,99 millió éve váltak le.

## Jellemzőik
A Felis fajok koponyája magas és széles, állkapcsuk rövid, füleik keskenyek és hátsó részükön nincs fehér folt. Pupilláik függőleges rés alakúak. Szőrzetük általában sárgásbarna vagy szürke, általában keresztcsíkok vagy csíksorok mintázatával, és hosszú, csíkos farokkal.

## Fajok
Linné még a legtöbb macskafélét a Felis nembe sorolta, azóta a macskafélék számos nemét leírták. Jelenleg a nembe összesen 6 vagy 7 élő, és 2 kihalt fajt sorolnak.
- †attikai macska (Felis attica)[4]
- kínai hegyimacska (Felis bieti) - korábban a vadmacska alfajának tartották;[5]
- mocsári macska (Felis chaus)
- afrikai vadmacska (Felis lybica) - korábban a vadmacska alfajának tartották;[5]
- †Martelli-macska (Felis lunensis)
- homoki macska (Felis margarita)
- feketelábú macska (Felis nigripes)
- vadmacska (Felis silvestris)
  - házimacska (Felis silvestris catus vagy Felis catus)

Egyes tudósok a pusztai macskát (Otocolobus manul) is ide sorolják.
Egy 1904-ben Felis daemon néven leírt, Dél-Kaukázusban talált fekete macskáról kiderült, hogy egy elvadult házi macskáról van szó, amely valószínűleg egy vadmacska és egy házimacska hibridje. A Skóciában előforduló Kellas-macska szintén vadmacska-házimacska hibrid.
A korzikai vadmacskáról úgy tartják, hogy az első évezred előtt került Korzikára. Néhány egyed genetikai vizsgálata kimutatta, hogy szoros rokonságban állnak a Közel-Kelet afrikai vadmacskáival.

## Képek

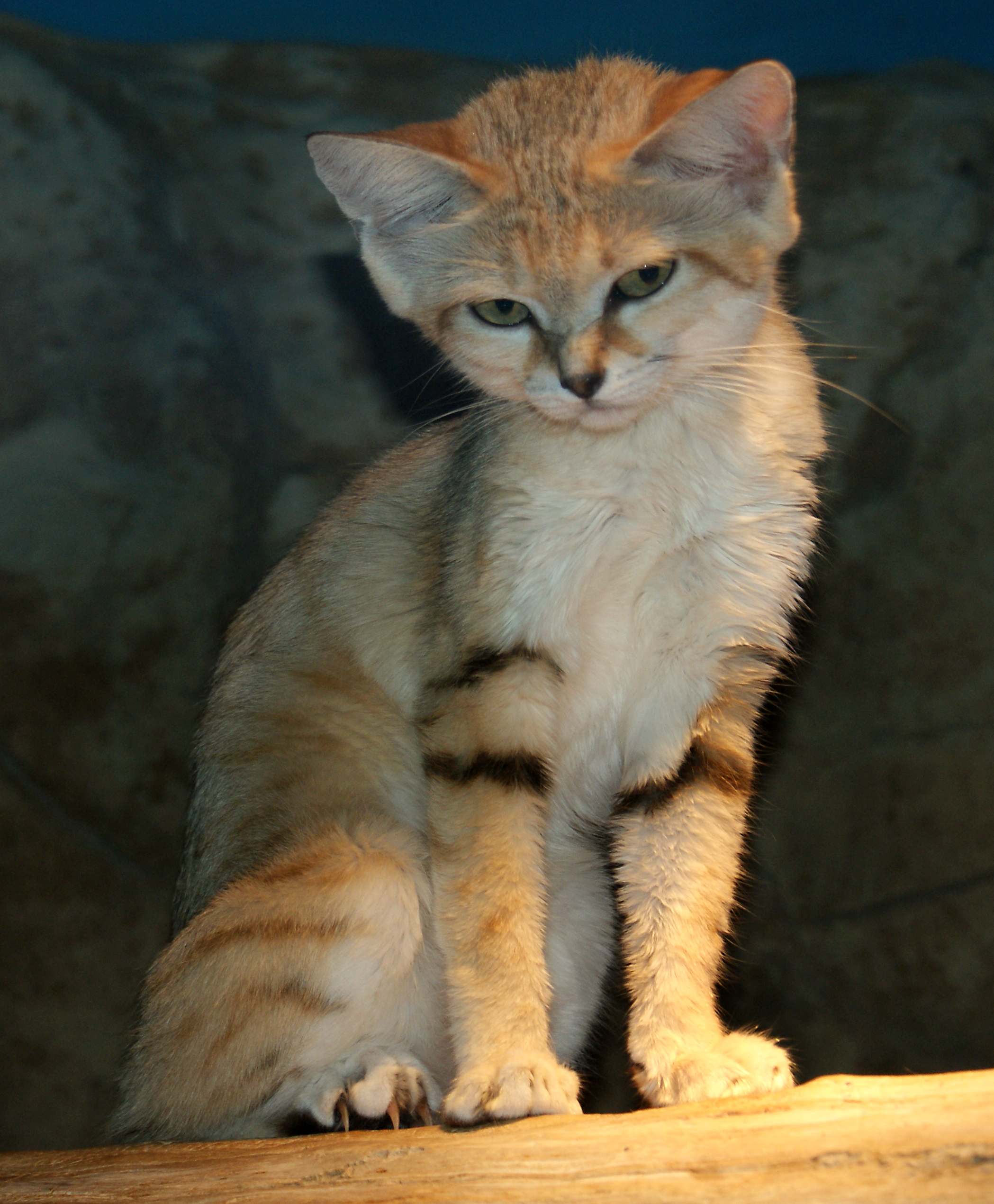
Homoki macska (Felis margarita)
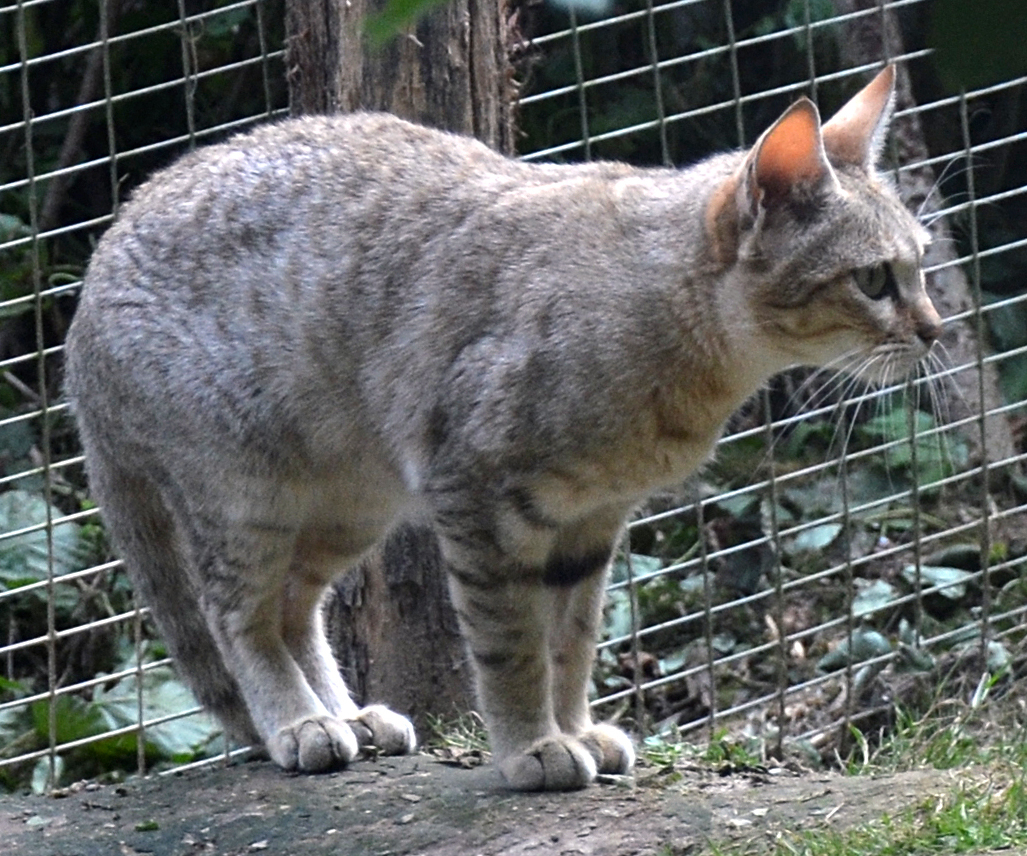
Afrikai vadmacska (Felis lybica)
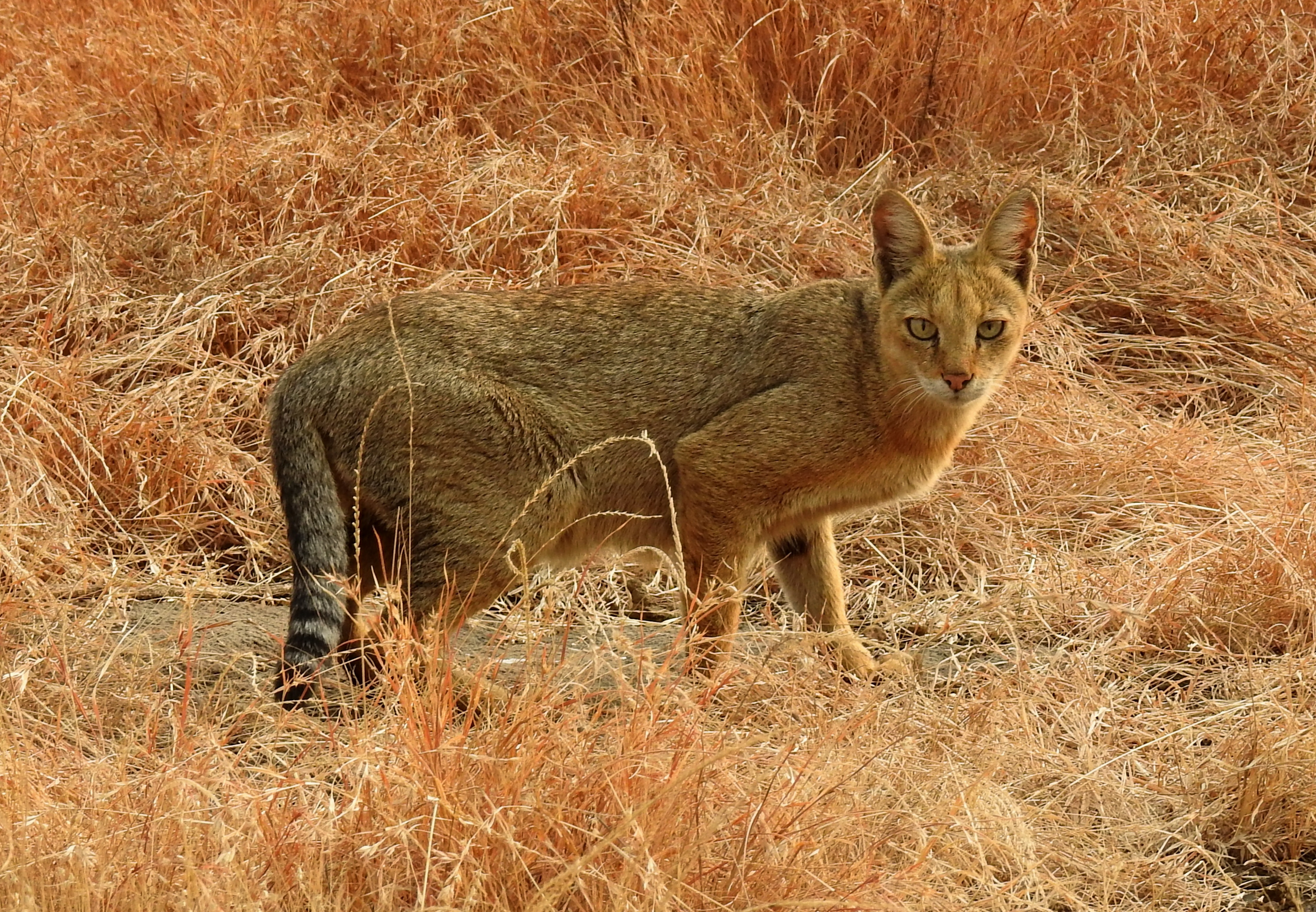
Mocsári macska (Felis chaus)
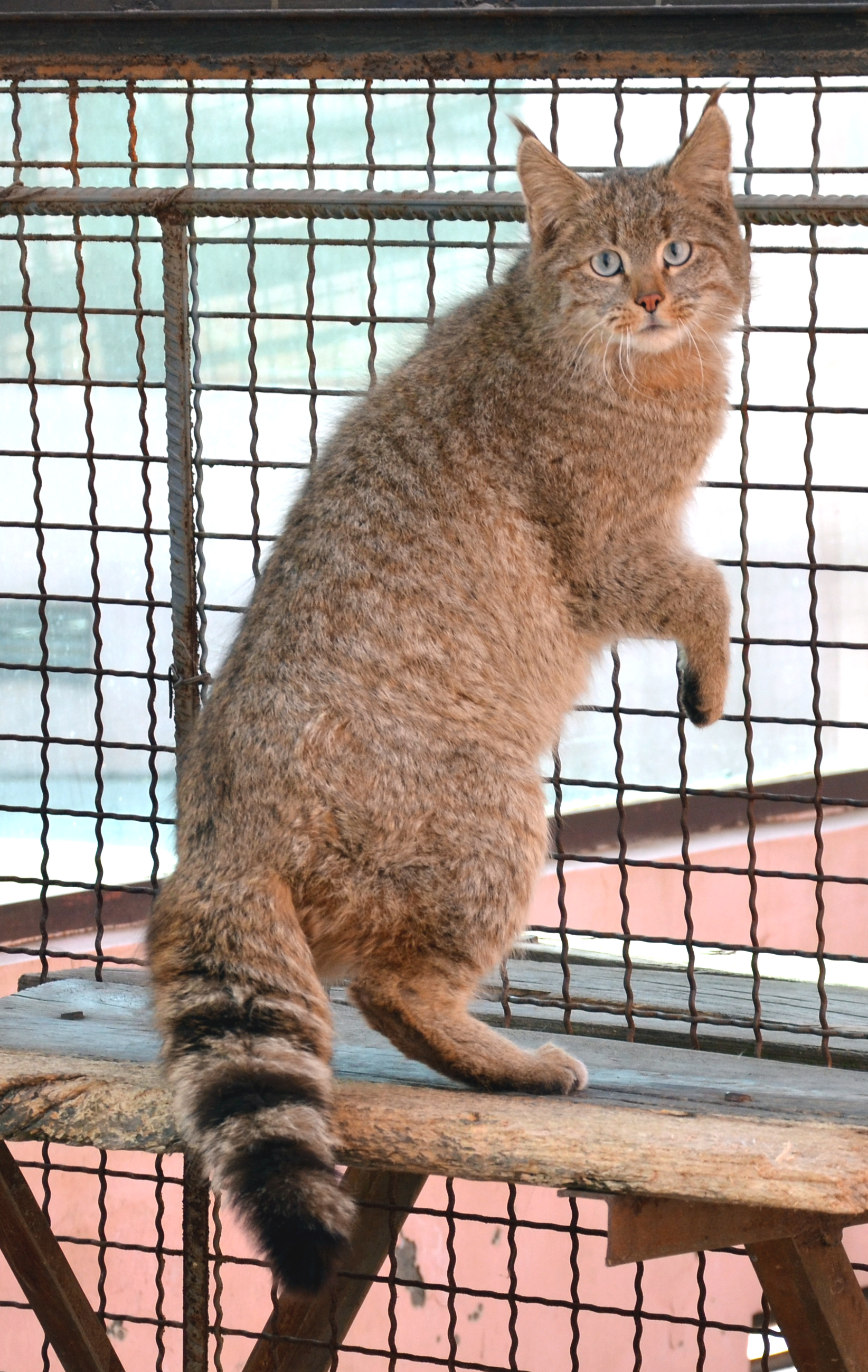
Kínai hegyimacska (Felis bieti)
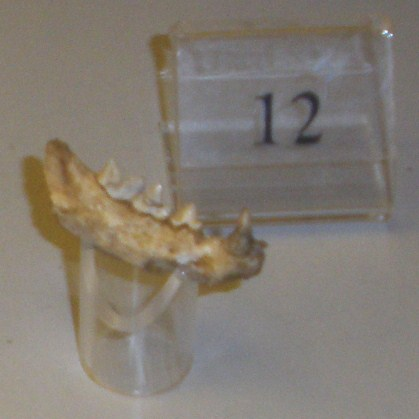
A Martelli-macska (Felis lunensis) fosszilis alsó állkapcsa